# 1974年體育
1974年重要國際體育賽事包括：
- 第十屆世界盃足球賽；6月13日至7月7日於西德舉行

## 體育大事

### 7月至9月
- 7月7日——西德以二比一擊敗荷蘭繼1954年後第二次奪得世界盃足球賽冠軍。

## 足球
主條目：1974年足球